# Instytut Literacki imienia A.M. Gorkiego
Instytut Literacki imienia A.M. Gorkiego (ros. Литературный институт имени А.М. Горького) – uczelnia kształcąca literatów i tłumaczy literatury. Znajduje się w Moskwie w domu rodzinnym Aleksandra Hercena przy bulwarze Twerskim 25.

## Historia
Instytut powstał w roku 1933 z inicjatywy Maksyma Gorkiego jako wieczorowa uczelnia kształcąca robotników-pisarzy i został przemianowany w roku 1936 na Instytut Literacki imienia Maksyma Gorkiego. Do roku 1991 podlegał Związkowi Pisarzy Związku Radzieckiego i ministerstwu szkolnictwa wyższego. Od roku 1992 podlega ministerstwu oświaty i nauki Federacji Rosyjskiej.
Instytut posiada dwa wydziały (studium dzienne i korespondencyjne) i dziewięć katedr: literatury zagranicznej, języków obcych, twórczości literackiej, nauk społecznych, rosyjskiego języka i stylistyki, klasycznej literatury rosyjskiej i slawistyki, rosyjskiej literatury XX wieku, teorii literatury i krytyki literackiej oraz literackiego tłumaczenia. Na wydziale dziennym absolwenci otrzymują stopnie „bakalaureata” (po 4 latach), „specjalisty” (po 5 latach) oraz „magistra” (po 2 latach po bakalaureacie).
Przyjęcia na studia odbywają się na podstawie dzieł literackich kandydatów. Liczba studentów wynosi 265 na studiach dziennych i 406 na studium korespondencyjnym. Jako prace dyplomowe przyjmowane są własne utwory wzgl. tłumaczenia.

## Wykładowcy
Do wykładowców Instytutu należeli m.in. Konstantin Paustowski, Anatolij Pristawkin, Aleksandr Zinowjew, Wiktor Szkłowski i Jurij Trifonow. W latach 1974–1977  katedrą Języków Obcych kierowała Swietłana Siemionowa.

## Absolwenci
Do absolwentów Instytutu należeli m.in. Biełła Achmadulina, Jewgienij Agranowicz, Giennadij Ajgi, Czyngiz Ajtmatow, Walancin Akudowicz, Margarita Aligier, Jurij Andruchowycz, Maria Arbatowa, Aleksandr Galicz, Rasuł Gamzatow, Ołeksandr Irwaneć, Fazil Iskander, Ismail Kadare, Jurij Kazakow, Anatolij Kim, Lina Kostenko, Wiktor Pielewin, Anatolij Pristawkin, Macha Rolnikas, Konstantin Simonow, Maithripala Sirisena, Władimir Tiendriakow, Jurij Trifonow i Swietłana Wasilenko.